# Nørreskov, Als
Nørreskov är en skog i Danmark. Den ligger i Region Syddanmark, i den södra delen av landet. Nørreskov ligger på ön Als. På nordöstra sidan ligger Lilla Bält och på sydvästra sidan jordbruksmark.